# Rudolf Voltolini

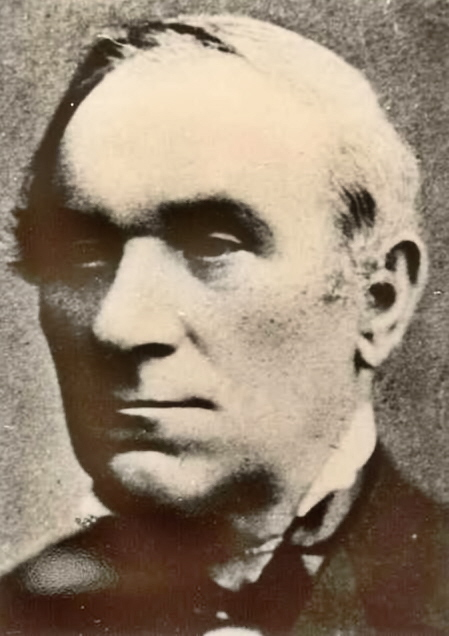
Rudolf Voltolini.

Friedrich Eduard Rudolf Voltolini, född 17 juni 1819 i Elsterwerda, död 10 september 1889 i Breslau, var en tysk otorhinolaryngolog. 
Voltolini blev medicine doktor 1842, bosatte sig 1844 i Berlin, senare i Gross-Strehlitz i Oberschlesien, Falkenberg i samma landskap och 1860 i Breslau, där han inledde sin verksamhet som otorhinolaryngolog, efter att han, vid sidan av sin allmänna praktik, hade bedrivit ingående studier i ämnet, särskilt anatomiska. År 1860 blev han privatdocent och 1868 professor. Han var den förste, som införde galvanokaustiken i otorhinolaryngologin.